# Pteridiospora
Pteridiospora — рід грибів. Назва вперше опублікована 1897 року.